# Magdalena Milpas Altas
Magdalena Milpas Altas è un comune del Guatemala facente parte del dipartimento di Sacatepéquez.
Il centro abitato venne fondato nel 1585 con il nome "Santa Maria Magdalena de la Real Corona", mentre l'istituzione del comune è dell'11 ottobre 1825.